# Czorsztynská elevace

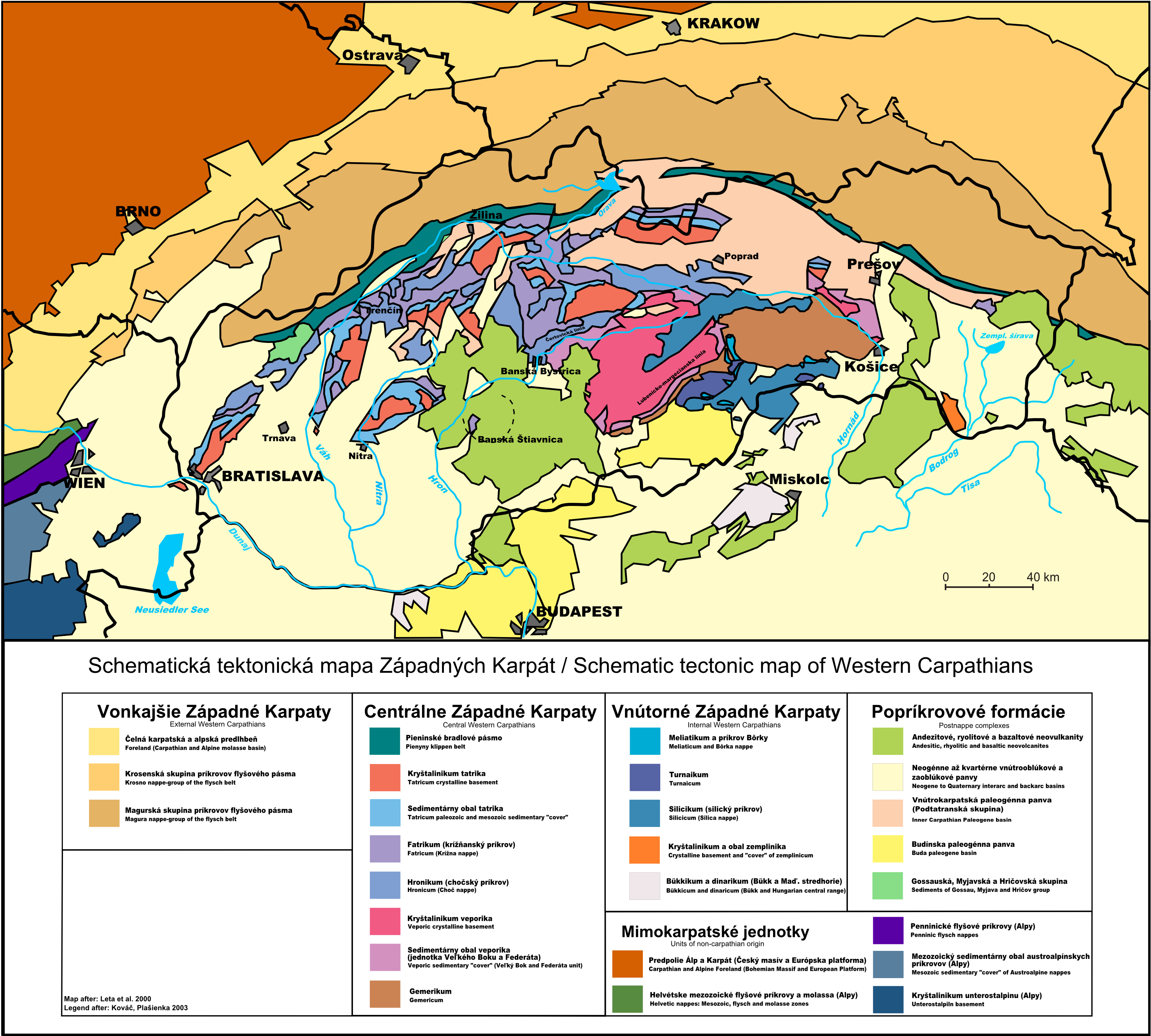
Tektonická mapa Západních Karpat

Czorsztynská elevace, czorsztynská jednotka nebo hřbet (ve slovenské literatuře používaný přepis čorštynská elevácia, čorštynský chrbát) je předpokládaný intraoceanický hřbet, úzká a dlouhá, stuze podobná, pravděpodobně kontinentální oblast, existující od bajoku ve střední juře do svrchní křídy, v oblasti mezi předpokládaným Váhickým oceánem (kysucká pánev) a Valaiským oceánem (magurská pánev). Hřbet zanikl při uzavírání Váhického oceánu, kdy se podsunul pod čelo tatrika. V současnosti nejsou známy žádné výskyty jeho krystalinika na povrchu, zachovaná jsou jen odlepená souvrství usazených hornin, tvořící čočky vystupující v Pieninském bradlovém pásmu, které jsou označovány jako oravikum. 
Oblast czorsztynské elevace geometricky odpovídá alpské briançonnaiské zóne, která dělí penninickou oceánickou oblast na severní a jižní větev.
Pojmenování elevace je odvozeno od polské obce Czorsztyn v Pieninách.

## Vznik a vývoj
Během triasu tvořilo oravikum jižní část šelfu Evropské platformy, která, podle některých předpokladů, laterálně na západě pokračovala do centrálněkarpatských jednotek. Ve spodní juře (lias) došlo v celé tethydě k roztahování kůry a vzniku poklesávajících extenzních bazénů. Až do začátku bajoku se v celé Czorsztynské jednotce usazovaly zejména černé břidlice a slíny. V průběhu tohoto období se však ztenčená kůra v prohlubující se kysucké pánvi rozpadla a došlo pravděpodobně k vzniku Váhického oceánu. K vzniku Czorsztynského hřbetu došlo v důsledku pasivního roztahování kůry spojeného s tiltingem a rotací kůrových bloků kolem horizontálních os. Vynořování czorsztynské elevace mělo za následek změnu sedimentace z hlubokovodní hemipelagické na mělkovodní, s neptunickými dajkami a hojným skluzovým materiálem. Na některých místech dokonce se známkami krasovatění, které může být známkou výzdvižení nad mořskou hladinu. Rozpínání Váhického oceánu a vyzdvižení czorsztynského hřbetu mělo v průběhu beriasu až valanginu za následek vznik severní magurské a jižní kysucké pánve (walentowská fáze), které elevaci obklopovaly. Poslední důkazy o vynoření elevace pocházejí z hoterivu až aptu. Postriftové chladnutí způsobilo poklesnutí czorsztynské elevace pod hladinu moře pravděpodobně až ve svrchní křídě. Po pohlcení Váhického oceánu pod čelo karpatského orogénu (selecká fáze) došlo ve svrchní křídě až paleocénu k srážce čela tatrika s oravikem (jarmutská nebo laramská fáze). Při této srážce došlo k odlepení sedimentárních souvrství a jejich přesunu v podobě příkrovů. Czorsztynská eleváce následně zanikla. V současnosti nejsou na povrchu ani z vrtů známy žádné výskyty autochtonních hornin, ani krystalinika.